# Nõmmise
Nõmmise – wieś w Estonii, w prowincji Virumaa Zachodnia, w gminie Rägavere.